# SN 1964L
SN 1964L – supernowa typu Ic odkryta 8 grudnia 1964 roku w galaktyce NGC 3938. Jej maksymalna jasność wynosiła 13,40m.